# عمارت‌های اربابی ادو

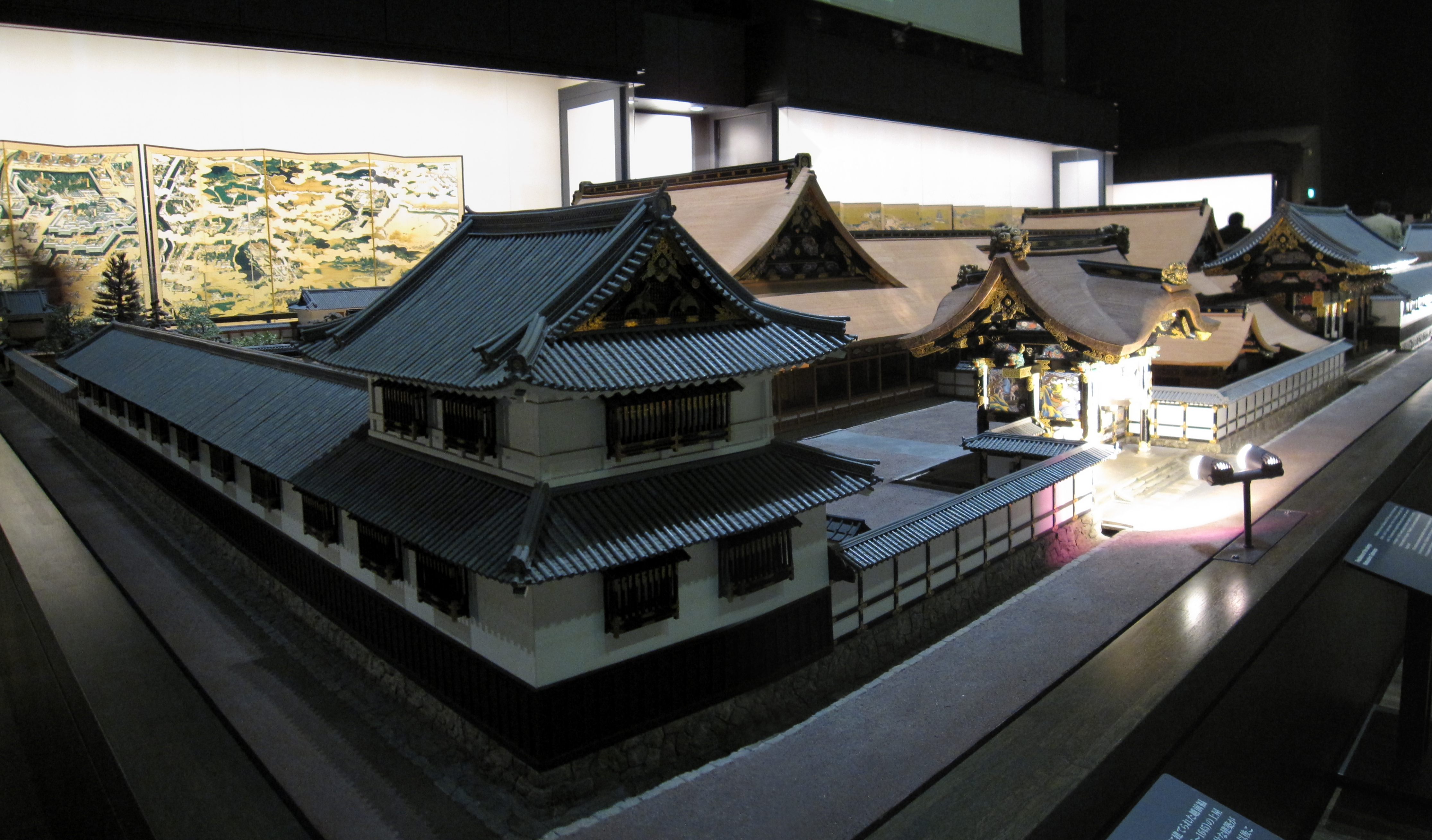
ماکت عمارت اربابی خاندان ماتسودایرا در ادو

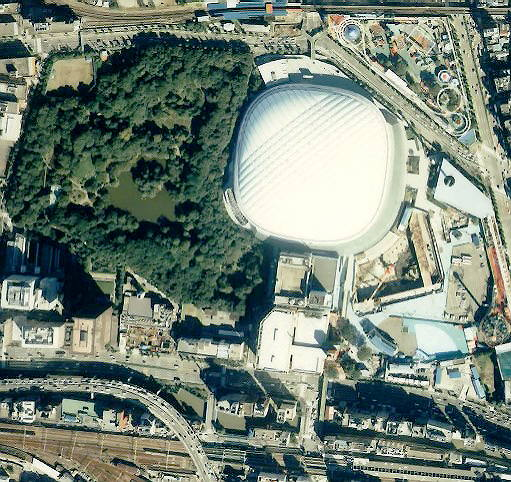
عمارت اربابی قلمرو میتو در نزدیکی توکیو دم

عمارت‌های اربابی ادو (به ژاپنی: 江戸藩邸)، به عمارت‌های یک دایمیو، هان (ژاپن) در دوره ادو در شهر ادو (توکیوی کنونی) در ژاپن گفته می‌شود. در آن زمان، آنها به سادگی اقامتگاه‌های سامورایی یا اقامتگاه‌های ادو نامیده می‌شدند و اقامتگاه‌های فردی با نام خانواده سامورایی که از آنها استفاده می‌کردند، مانند اقامتگاه خانواده XX، نامیده می‌شدند.

## نمای کلی
در دوره ادو، خانواده‌های سامورایی که در ادو زندگی می‌کردند یا هاتاموتو یا گوکه‌نین بودند که روابط رعیتی مستقیمی با خانواده شوگون داشتند، یا دایمیو و رعایای آنها بودند. از این تعداد، به دایمیو، هاتاموتو و گوکه‌نین توسط شوگون‌سالاری ادو زمین برای خانه‌هایشان داده شد.
معمولاً دایمیوها علاوه بر اقامتگاه‌هایی (اقامتگاه‌های اهدایی) که در زمینی که شوگون‌سالاری در اطراف قلعه ادو به آنها داده بود، ساخته بودند، اقامتگاه‌های متعددی در حومه ادو داشتند. این اقامتگاه‌ها بسته به هدف اقامتگاه و فاصله آن از قلعه ادو، کامیاشیکی (اقامتگاه بالایی)، ناکایاشیکی (اقامتگاه میانی)، شیمویاشیکی (اقامتگاه پایینی)، کورایاشیکی (اقامتگاه انبار) و غیره نامیده می‌شدند و در مجموع به آنها اقامتگاه‌های قلمرو ادو گفته می‌شد. همه دایمیوها اقامتگاه بالایی، میانی و پایینی نداشتند و بسته به اندازه دایمیو، انواع مختلفی وجود داشت، مانند آنهایی که اقامتگاه میانی نداشتند و آنهایی که علاوه بر اقامتگاه‌های بالایی و میانی، اقامتگاه‌های پایینی و انبارهای متعددی داشتند.
استانداردهایی برای اندازه یک عمارت بر اساس [[ککوداکا]] وجود داشت و در مقررات سال ۱۷۳۸، دایمیوهایی با ۱۰٬۰۰۰ تا ۲۰٬۰۰۰ ککو ملزم به داشتن ۲۵۰۰ تسوبو (۸۰۰۰ متر مربع)، دایمیوهایی با ۵۰٬۰۰۰ تا ۶۰٬۰۰۰ ککو ملزم به داشتن ۵۰۰۰ تسوبو (۱۶٬۰۰۰ متر مربع) و دایمیوهایی با ۱۰۰٬۰۰۰ تا ۱۵۰٬۰۰۰ ککو ملزم به داشتن ۷۰۰۰ تسوبو (۲۳٬۰۰۰ متر مربع) بودند. در واقعیت، بسیاری از عمارت‌ها بزرگتر از این استانداردها بودند، مانند قلمرو کاگا، که در آن عمارت اصلی به تنهایی به ۱۰۰٬۰۰۰ تسوبو (۳۳۰٬۰۰۰ متر مربع) می‌رسید، و این استانداردها به‌طور دقیق اعمال نمی‌شد. اگرچه عمارت‌ها و زمین‌ها رسماً از شوگون‌سالاری اجاره می‌شدند، اما با اجازه شوگون‌سالاری، خرید و فروش آنها به صورت مبادله متقابل (معاوضه عمارت‌ها با پرداخت مابه‌التفاوت قیمت به صورت نقدی) انجام می‌شد.